# Dori Ruano
María Teodora Adoración Ruano Sanchón (conocida como Dori Ruano; Villamayor de Armuña, 11 de enero de 1969) es una deportista y política española que compitió en ciclismo en las modalidades de ruta y pista. En carretera fue varias veces campeona de España en ruta y en contrarreloj; en pista fue especialista en la prueba de puntuación.
Ganó dos medallas en el Campeonato Mundial de Ciclismo en Pista, oro en 1998 y plata en 1997. En carretera obtuvo la medalla de bronce en el Campeonato Mundial de Ciclismo en Ruta de 2001, en la carrera contrarreloj.
Participó en tres Juegos Olímpicos de Verano, entre los años 1992 y 2004, obteniendo un diploma olímpico por el séptimo lugar en Sídney 2000, en la carrera por puntos. En Barcelona 1992 quedó en el puesto 42 de la prueba de ruta, en Sídney 2000 en el 18.º de la contrarreloj y en Atenas 2004  nuevamente el 18.º en la contrarreloj.
Desde 2004 cuenta con una escuela de ciclismo que lleva su nombre, de la que ella misma es la directora. Además fue concejala del Ayuntamiento de Salamanca por el PSOE y profesora del Centro Internacional de Formación Deportiva Alto Rendimiento en el curso de Preparación Física de Ciclismo en Pista.

## Medallero internacional

### Ciclismo en pista
| Campeonato Mundial | Campeonato Mundial | Campeonato Mundial | Campeonato Mundial |
| Año                | Lugar              | Medalla            | Competición        |
| ------------------ | ------------------ | ------------------ | ------------------ |
| 1997               | Perth (Australia)  | Medalla de plata   | Puntuación         |
| 1998               | Burdeos (Francia)  | Medalla de oro     | Puntuación         |

### Ciclismo en ruta
| Campeonato Mundial | Campeonato Mundial | Campeonato Mundial | Campeonato Mundial |
| Año                | Lugar              | Medalla            | Competición        |
| ------------------ | ------------------ | ------------------ | ------------------ |
| 2001               | Lisboa (Portugal)  | Medalla de bronce  | Contrarreloj       |

## Biografía
Dori Ruano, nacida en una pequeña localidad cercana a Salamanca, es la quinta de siete hermanos. Desde su infancia mostró una gran afición al deporte, especialmente al ciclismo, para el cual demostró tener aptitudes físicas y técnicas. Comenzó a montar en bicicleta de competición en el año 1987, a los 18 años, para el equipo de Jamones AIM.
En 1988 el seleccionador nacional Ángel Gíner la incluye en el equipo para disputar la prueba internacional celebrada a finales de septiembre en Francia, la París-Bourges. Al año siguiente volvió a ser incluida en el equipo nacional para acudir al Campeonato Mundial de Chambery (Francia), siendo la única española que finalizó la carrera.
En el Mundial de 1990, realizado en Japón, Ruano junto con Joane Somarriba, Chely Álvarez y Belén Cuevas consiguen la sexta posición en la contrarreloj por equipos, lo que les habilita a una beca ADO de preparación para los Juegos Olímpicos de Barcelona 1992.
La Real Federación Española de Ciclismo (RFEC) contrató a tres técnicos soviéticos para la preparación de los ciclistas españoles. Boris Vasiliev se encargó de la preparación del equipo femenino, e impuso unos entrenamientos diarios duros y una estricta disciplina. Durante la prueba de ruta de Barcelona 92, una caída en los últimos kilómetros obligó a Dori a llegar muy retrasada del grupo de favoritas. Los malos resultados en los Juegos Olímpicos provocaron que la RFEC y el Consejo Superior de Deportes decidieran rescindir las ayudas. Ese mismo año obtiene el título de Directora Deportiva de Ciclismo Nivel III en la Escuela Nacional de Entrenadores.
En 1993 Dori Ruano, con 24 años, decide darle un giro a su vida y retoma sus estudios en Salamanca, comenzando los estudios de Magisterio de Educación Física, y diplomándose en 1996. El último año de la carrera prueba el ciclismo en pista y participa en el Campeonato de España de Pista en las pruebas de puntuación y persecución, consiguiendo el primer puesto en las dos disciplinas. Al final de la temporada consiguió el récord de la hora nacional femenino, con una marca de 44,158 km.
Para la temporada de 1997, Boris Vasiliev, su antiguo entrenador de ruta, la invita a incorporarse en el equipo nacional de pista. Ese año volvió a proclamarse campeona en puntuación y persecución en el Campeonato de España. Participó en la última prueba de la Copa de Mundo, en Atenas, en la prueba de puntuación, obteniendo la cuarta posición; puesto que le dio el billete para disputar el Campeonato Mundial en Perth (Australia), donde consigue la medalla de plata.
En 1998 obtiene su mayor éxito deportivo al proclamarse campeona en el Mundial de Ciclismo en Pista celebrado en la ciudad francesa de Burdeos, en la carrera por puntos.
Al año siguiente, Vasiliev fue destituido como seleccionador nacional, lo que fue un duro golpe para la preparación de los JJOO de Sídney 2000. Esta difícil situación influyó en su rendimiento, obteniendo sólo el séptimo puesto en la carrera por puntos de los Juegos, prueba en la que partía como una de las favoritas.
2001 fue un año de grandes éxitos para Dori, compaginó las dos modalidades ciclistas (pista y carretera), consiguiendo la victoria en el Campeonato de España tanto en ruta como en contrarreloj y la medalla de bronce en el Mundial de Ruta de Lisboa, en la prueba de contrarreloj. Ese año también participó en el Mundial de Pista, donde consiguió el cuarto lugar en puntuación.
En 2002 se produjo una fractura en las relaciones entre la ciclista y la RFEC. La ausencia de Boris Vasiliev y la incorporación de nuevos técnicos que no veían con buenos ojos compaginar la pista con la carretera, apartaron a Ruano de la selección de pista. En 2003, en calidad de patrocinadora oficial de la entidad bancaria Caja Duero, puso en marcha la Escuela de Ciclismo Caja Duero de la que es directora técnica y coordinadora del Club Ciclista Villamayor.
En 2005, coincidiendo con el Mundial de Ruta celebrado en Madrid, a sus 36 años decidió dejar el ciclismo.
Dos años más tarde consiguió el Master en Gestión de Organizaciones Deportivas por la Universidad de Castilla-La Mancha y la Fundación Real Federación Española de Fútbol.
Ya retirada de la competición, su pasión por el ciclismo la llevó a ocupar un puesto como comentarista deportiva para la cadena Eurosport, en los campeonatos mundiales en pista y las pruebas femeninas de los mundiales en ruta.
Ha sido miembro de la Comisión de Ciclismo Femenino de la RFEC y miembro de la Comisión de Deporte y Mujer del COE del año 2005 al 2009. En 2012 obtiene el título de Ciencias de la Actividad Física y Deportes (CAFYD) por la Universidad Pontificia de Salamanca y comienza a trabajar como profesora del curso de Preparación Física de Ciclismo en Pista para el Centro Internacional de Formación Deportiva Alto Rendimiento.

«La bicicleta me ha proporcionado una sensación de libertad y de grandeza inigualable, cuando alguien quiere iniciarse en el ciclismo, allí estoy yo para enseñarle, transmitirle y ayudarle a que este deporte llene sus vidas de valores, emociones y experiencias de vida».
Dori Ruano

Gracias a esos conocimientos y expriencia Dori fue nombrada directora deportiva del equipo femenino Lointek en 2015.

## Palmarés

### Ruta
| 1995 - Campeonato de España Contrarreloj 1996 - Emakumeen Bira - 2.º en el Campeonato de España en Ruta - 2.ª en el Campeonato de España Contrarreloj 1997 - 3.ª en el Campeonato de España Contrarreloj 1998 - Campeonato de España Contrarreloj - 3.º en el Campeonato de España en Ruta 1999 - Campeonato de España Contrarreloj - 3.º en el Campeonato de España en Ruta 2000 - Campeonato de España Contrarreloj | 2001 - Campeonato de España Contrarreloj - Campeonato de España en Ruta - 3.ª en el Campeonato del Mundo Contrarreloj 2002 - 2.ª en el Campeonato de España Contrarreloj 2003 - Campeonato de España Contrarreloj 2004 - Campeonato de España Contrarreloj 2005 - 2.ª en el Campeonato de España Contrarreloj |

### Pista
1997
- 2.ª en el Campeonato Mundial de Puntuación

1998
- Campeonato Mundial de Puntuación

### Otros resultados

#### Carrera Deportiva Campeonatos del Mundo y Juegos Olímpicos
| Año  | Lugar                     | Campeonato                    | Posición                           | Modalidad                     |
| ---- | ------------------------- | ----------------------------- | ---------------------------------- | ----------------------------- |
| 1989 | Chambery (Francia)        | Campeonato del Mundo en Ruta  | Participante                       | Línea                         |
| 1990 | Utsonomiya (Japón)        | Campeonato del Mundo en Ruta  | Participante                       | Línea                         |
| 1990 | Utsonomiya (Japón)        | Campeonato del Mundo en Ruta  | Posición 6 º                       | Contra-reloj Por Equipos      |
| 1991 | Stuttgart (Alemania)      | Campeonato del Mundo en Ruta  | Participante                       | Línea                         |
| 1991 | Stuttgart (Alemania)      | Campeonato del mundo en Ruta  | Participante                       | Contra-reloj Por Equipos      |
| 1992 | Benidorm (España)         | Campeonato del mundo en Ruta  | Participante                       | Contra-reloj Por Equipos      |
| 1992 | Barcelona                 | Juegos Olímpicos              | Posición 42.ª                      | Ciclismo en ruta              |
| 1993 | Oslo (Noruega)            | Campeonato del Mundo en Ruta  | Participante                       | Línea                         |
| 1993 | Oslo (Noruega             | Campeonato del Mundo en Ruta  | Participante                       | Contra-reloj Por Equipos      |
| 1995 | Tunja (Colombia)          | Campeonato del Mundo en Ruta  | Participante                       | Contra-reloj Individual       |
| 1995 | Duitama (Colombia)        | Campeonato del Mundo en Ruta  | Participante                       | Línea                         |
| 1996 | San Sebastián (España)    | Texto de celda                | Plumsmarquista Nacional de la Hora | 44,158 km                     |
| 1997 | Perth (Australia)         | Campeonato del Mundo en Pista | Participante                       | Persecución                   |
| 1997 | Perth (Australia)         | Campeonato del Mundo en Pista | Subcampeona                        | Puntuación                    |
| 1997 | San Sebastián (España)    | Campeonato del Mundo en Ruta  | Participante                       | Línea                         |
| 1998 | Valkemburg (Países Bajos) | Campeonato del Mundo en Ruta  | Participante                       | Línea                         |
| 1998 | Burdeos (Francia)         | Campeonato del Mundo en Pista | Participante                       | Persecución                   |
| 1998 | Burdeos (Francia)         | Campeonato del Mundo en Pista | Campeona                           | Puntuación                    |
| 1999 | Berlín (Alemania)         | Campeonato del Mundo en Pista | Participante                       | Persecución                   |
| 1999 | Berlín (Alemania)         | Campeonato del Mundo en Pista | 9º posición                        | Puntuación                    |
| 1999 | Verona (Italia)           | Campeonato del Mundo en Ruta  | Participante                       | Línea                         |
| 1999 | Treviso (Italia)          | Campeonato del Mundo en Ruta  | Participante                       | Contra-Reloj Individual       |
| 2000 | Plouay (Francia)          | Campeonato del Mundo en Ruta  | Participante                       | Línea                         |
| 2000 | Sídney (Australia)        | Juegos Olímpicos              | Diploma Olímpico 7º p              | Ciclismo en Pista Puntuación  |
| 2000 | Sídney (Australia)        | Juegos Olímpicos              | 18 posición                        | Ciclismo en Ruta Contra-reloj |
| 2001 | Bélgica                   | Campeonato del Mundo en Pista | 4º posición                        | Puntuación                    |
| 2001 | Lisboa (Portugal)         | Campeonato del Mundo en Ruta  | Participante                       | Línea                         |
| 2001 | Lisboa (Portugal)         | Campeonato del Mundo en Ruta  | 3º posición MED. BRONCE            | Contra-Reloj Individual       |
| 2002 | Zolder (Bélgica)          | Campeonato del Mundo en Ruta  | Participante                       | Línea                         |
| 2002 | Zolder (Bélgica)          | Campeonato del Mundo en Ruta  | 11 º posición                      | Contra-Reloj Individual       |
| 2003 | Hamilton (Canadá)         | Campeonato del Mundo en Ruta  | Participante                       | Línea                         |
| 2003 | Hamilton (Canadá)         | Campeonato del Mundo en Ruta  | 9º posición                        | Contra-reloj Individual       |
| 2004 | Verona (Italia)           | Campeonato del Mundo en Ruta  | Participante                       | Línea                         |
| 2004 | Bardolino (Italia)        | Campeonato del Mundo en Ruta  | 18 ª posición                      | Contra-Reloj Individual       |
| 2004 | Atenas (Grecia)           | Juegos Olímpicos              | Participante                       | Ciclismo en Ruta Línea        |
| 2004 | Atenas (Grecia)           | Juegos Olímpicos              | Participante                       | Ciclismo en Ruta Contra-Reloj |
| 2005 | Madrid (España)           | Campeonato del Mundo en Ruta  | 20º                                | Línea                         |
| 2005 | Madrid (España)           | Campeonato del Mundo en Ruta  | 20º                                | Contra Reloj Individual       |

#### Carrera Deportiva Campeonatos de España
| Año  | Lugar de la Competición      | Nombre de la Competición                      | Posición    | Modalidad               |
| ---- | ---------------------------- | --------------------------------------------- | ----------- | ----------------------- |
| 1995 | Segovia                      | Campeonato de España                          | Campeona    | Contra-reloj individual |
| 1996 | Palma de Mallorca            | Campeonato de España de Ciclismo en Pista     | Campeona    | Persecución             |
| 1996 | Palma de Mallorca            | Campeonato de España de Ciclismo en Pista     | Campeona    | Puntuación              |
| 1996 | Sabiñánigo (Huesca)          | Campeonato de España de ciclismo en Carretera | Subcampeona | Línea                   |
| 1996 | Huesca                       | Campeonato de España de Ciclismo Carretera    | Subcampeona | Contra reloj individual |
| 1997 | Valencia                     | Campeonato de España de Ciclismo en Pista     | Campeona    | Persecución             |
| 1997 | Valencia                     | Campeonato de España de Ciclismo en Pista     | Campeona    | Puntuación              |
| 1998 | Valencia                     | Campeonato de España de Ciclismo en Pista     | Campeona    | Persecución             |
| 1998 | Valencia                     | Campeonato de España de Ciclismo en Pista     | Campeona    | Puntuación              |
| 1998 | Jerez de la Frontera (Cádiz) | Campeonato de España de Ciclismo en Ruta      | Campeona    | Contra-Reloj            |
| 1999 | Valencia                     | Campeonato de España de Ciclismo en Pista     | Campeona    | Persecución             |
| 1999 | Valencia                     | Campeonato de España de Ciclismo en Pista     | Campeona    | Puntuación              |
| 1999 | Córdoba                      | Campeonato de España de Ciclismo en Ruta      | Campeona    | Contra-reloj            |
| 2000 | Murcia                       | Campeonato de España de Ciclismo en Ruta      | Campeona    | Contra-Reloj            |
| 2001 | León                         | Campeonato de España Ciclismo en Ruta         | Campeona    | Contra-Reloj            |
| 2001 | León                         | Campeona de España de Ciclismo en Ruta        | Campeona    | Línea                   |
| 2002 | Salamanca                    | Campeonato de España de ciclismo En ruta      | Subcampeona | Contra Reloj            |
| 2003 | Alcobendas (Madrid)          | Campeonato de España de Ciclismo en Ruta      | Campeona    | Contra-Reloj            |
| 2004 | Santoña (Cantabria)          | Campeonato de España de Ciclismo en Ruta      | Campeona    | Contra-Reloj            |
| 2005 | Murcia                       | Campeonato de España de Ciclismo en Ruta      | Subcampeona | Contra-Reloj            |

## Equipos
- Pragma-Deia-Colnago (2002)
- Team Prato Marathon Bike (2003)
- USC Chirio Forno d'Asolo (2005)

## Premios, reconocimientos y distinciones
- Mejor Corredora de Élite Nacional Femenina, (1995) España.
- Mejor Corredora de Élite Nacional Femenina, (1998) España.
- Premio Reina Sofía Mejor Deportista Femenina de España, (1998) España.
- Mejor Deportista Nacional en la categoría de Ciclismo. Asociación Española de Prensa Deportiva. (1988) España.
- Orden Olímpica, (1999) España.
- Mejor Corredora Élite Nacional Femenina, (2000) España.
- Mejor Corredora Élite Nacional Femenina, (2001) España.
- Mejor Corredora Élite Nacional Femenina, (2002) España.
- Medalla de Oro de la Real Orden del Mérito Deportivo, otorgada por el Consejo Superior de Deportes (2005)
- Medalla de Plata de la Real Orden del Mérito Deportivo, otorgada por el Consejo Superior de Deportes (1999)

## Docencia
En 1996 se Diploma en Magisterio de Educación Física por la Universidad Pontificia de Salamanca.
En 2004 empezó a trabajar como profesora para la Federación Portuguesa de Ciclismo hasta 2008. 
Fundó en 2004 una Escuela de Ciclismo de la que actualmente es la presidenta.
También ha sido profesora en la Universidad internacional SEK durante los cursos de verano de ciclismo femenino.
En 2012 comenzó a dar clases en el curso de Preparación Física de Ciclismo en Pista para el Centro Internacional de Formación Deportiva Alto Rendimiento.

## Ponencias
Desde 2006, Dori Ruano participa como ponente en diferentes actos nacionales.
| Año  | Lugar   | Nombre del acto                            | Título de la ponencia                                                    |
| ---- | ------- | ------------------------------------------ | ------------------------------------------------------------------------ |
| 2006 | Segovia | Jornada Sobre Deporte y Sociedad           | Mesa Redonda: Futuro del Deportista cuando finaliza su carrera deportiva |
| 2007 | Navarra | III Congreso Navarro del Deporte           | Discriminación de la mujer en el deporte                                 |
| 2008 | Granada | I Jornadas Nacionales de Ciclismo          | Pasado, presente y futuro del Ciclismo Femenino en España                |
| 2008 | Madrid  | Jornadas Nacionales Mujer y Deporte        | Mesa Redonda: Clubes y Agrupaciones Deportivas                           |
| 2008 | Madrid  | II Seminario Mujer, Rendimiento y Triatlón | Dos visiones del Deporte: Deportista y Entrenadora                       |
| 2009 | Vitoria | Mujer y Deporte                            | Mujer y Deporte                                                          |